# Li Jong-kap
Li Chong-kap (kor. 이종갑, ur. 18 marca 1918, zm. 1993) – południowokoreański piłkarz występujący podczas kariery na pozycji obrońcy.

## Kariera klubowa
Li podczas kariery piłkarskiej występował w klubie Wonjoo.

## Kariera reprezentacyjna
W reprezentacji Korei Południowej Li występował w latach 50..
W 1954 roku został powołany do kadry na mistrzostwa świata. Na mundialu w Szwajcarii wystąpił w przegranym 0-7 meczu z Turcją.